# Emancipationserklæringen
Emancipationserklæringen er to ordrer udstedt af præsident Abraham Lincoln under den Amerikanske borgerkrig. Den første blev udstedt den 22. september 1862 og erklærede alle slaver i alle områder kontrolleret af Amerikas Konfødererede Stater, som ikke vendte tilbage til Unionen inden 1. januar 1863, for frie. Den anden ordre, som blev udstedt den 1. januar 1863, opremsede de stater, som det specifikt handlede om. 
Emancipationserklæringen blev angrebet fra mange sider, fordi den kun frigav slaver, som var uden for Unionens rækkevidde. I praksis forpligtede den Unionen til at afslutte slaveriet, hvilket var en kontroversiel beslutning i Nordstaterne. Lincoln udstedte sin præsidentielle ordre som øverstkommanderende for hær og flåde under artikel II, sektion 2 i USA's forfatning. 
Proklamationen gav hverken frihed til slaver i Grænsestaterne (Kentucky, Missouri, Maryland, Delaware og West Virginia) eller nogen sydstat eller del af en stat, som allerede var under Unionens kontrol, fx omkring New Orleans. I første omgang havde det kun effekt for de slaver, som allerede var undsluppet til Unionens territorium. Da de hørte om proklamationen, var der mange slaver som hurtigt undslap til Unionens side, når hærenheder rykkede sydpå. I takt med at unionshærene erobrede Sydstaterne blev der dagligt befriet tusinder af slaver indtil næsten alle (ca. 4 mio. ifølge folketællingen i 1860) var befriet i juli 1865. 
Efter krigen var abolitionisterne bekymrede over, at proklamationen var en krigshandling og ikke permanent ville afskaffe slaveri. Flere tidligere slavestater vedtog lovgivning, som forbød slaveri, men slaveriet fortsatte med at eksistere indtil tilstrækkelig mange stater havde ratificeret den 13. tilføjelse til USA's forfatning den 18. december 1865.

## Baggrund
Loven om bortløbne slaver fra 1850 krævede tilbagelevering af rømmede slaver til deres ejere. I starten skete det ikke i krigsområderne, fordi nogle Unionsgeneraler hævdede at slaver i besatte områder var kontrabande. Den beslutning var kontroversil, fordi den indeholdt en implicit anerkendelse af Amerikas Konfødererede Stater som en selvstændig nation ifølge folkeretten, hvilket Lincoln til stadighed benægtede. Derfor understøttede han ikke kontrabande-begrebet. Nogle generaler erklærede slaver inden for deres område for frie og blev fjernet, når de nægtede at trække sådanne erklæringer tilbage. 
Lincoln arbejdede sig gradvis frem til at kæmpe med spørgsmålet om frigivelse af slaverne. Den 13. marts 1862 forbød Lincoln officerer i Unionshæren af tilbagegive rømmede slaver. Den 10. april 1862 erklærede Kongressen at den føderale regering ville kompensere slaveejere, som frigav deres slaver. Slaver i selve Washington D.C. (District of Columbia) blev frigivet den 16. april og deres ejere fik udbetalt kompensation. Den 19. juni 1862 forbød Kongressen slaveri i De Forenede Staters territorier (dvs. de områder som ikke endnu var blevet til delstater). Med denne beslutning gik de mod Højesterets beslutning fra 1857 i Dred Scott sagen om at Kongressen ikke kunne regulere slaveriet i territorierne. 
I januar 1862 opfordrede Thaddeus Stevens, den republikanske leder i Repræsentanternes Hus, til at den totale krig mod de oprørske stater skulle medføre frigivelse af slaver, idet han hævdede at frigivelse af slaverne ville berøve disse stater arbejdskraft og ruinere deres økonomi. I juli 1862 vedtog Kongressen med præsidentens billigelse den Anden konfiskerings lov, som frigav slaver, som blev holdt af "rebeller". Den foreskrev:
| „ | SEC. 2. Og lad det derudover være bestemt, at hvis en person herefter tilskynder, sætter i værk, hjælper eller deltager i nogen form for oprør eller ulydighed mod De Forenede Staters autoritet, eller denne nations love, eller støtter eller hjælper dertil, eller engagerer sig i, eller støtter eller hjælper et sådant oprør eller ulydighed og bliver dømt herfor, sådan en person skal straffes med fængsel i en periode som ikke overstiger 10 år, eller med en bøde som ikke overstiger 10.000 dollars, og ved frigivelse af alle hans slaver, hvis han har nogen, eller ved begge de nævnte straffe, efter domstolenes skøn. ... SEC. 9. Og lad det derudover være bestemt, at alle slaver, som tilhører personer, som herefter deltager i oprør mod De Forenede Staters regering, eller på nogen måde støtter eller bidrager hertil, og som undslipper fra sådanne personer og søger tilflugt bag Unionshærens linjer og alle slaver, som fanges fra sådanne personer eller forlades af dem og kommer under regeringens kontrol, samt alle slaver fra sådanne personer som findes eller er indenfor ethvert sted, som er besat af rebellerende styrker og efterfølgende besættes af styrker fra De Forenede Stater, skal opfattes som fanget i krig og skal altid herefter være fri for deres slavebånd og ikke igen blive holdt som slaver. | “ |

Abolitionistene havde længe opfordret Lincoln til at frigive slaverne. Et massemøde i Chicago den 7. september 1862 krævede en øjeblikkelig og universel frigivelse af slaver. En delegation under ledelse af William W. Patton mødtes med præsidenten i Det Hvide Hus den 13. september. Lincoln havde i fredstid erklæret, at han ifølge forfatningen ikke havde beføjelse til at frigive slaverne. Selv om det blev anvendt som led i krigen var frigivelsen en risikabel politisk handling. Den offentlige mening var imod det. Der ville være en kraftig modstand blandt Demokraterne og en uvis reaktion fra de loyale grænsestater. Delaware og Maryland havde allerede en høj andel af frie negre: 91,2% og 49,7% i 1860.
Lincoln diskuterede første gang proklamationen med sit kabinet i juli 1862. Han mente, at han havde behov for en sejr til Unionen på slagmarken, så hans beslutning ville virke positiv og stærk. Slaget ved Antietam, hvor Unionens tropper stoppede Sydstaternes invasion af Maryland gav ham muligheden for at udstede en foreløbig proklamation den 22. september 1862. Den endelige proklamation blev udstedt i januar 1863, 100 dage senere. Selv om han indirekte havde fået autoriteten af Kongressen, valgte Lincoln at bruge sine beføjelser som øverstkommanderende for hær og flåde til "at vælge nødvendige skridt i krig" som grundlag for proklamationen frem for en lov vedtaget af kongressen eller en tilføjelse til forfatningen. 
I første omfang betød Emancipationserklæringen ikke frihed for ret mange slaver. Udenrigsministeren William H. Seward sagde: "Vi viser vor sympati med slaveriet ved at frigive de slaver, som vi ikke kan nå og fastholde dem, som vi kunne frigive". Hvis en af de oprørske stater var genindtrådt i Unionen inden 1. januar 1863 kunne den have fortsat med slaveriet, i hvert fald indtil videre. Proklamationen gav kun Lincoln den juridiske basis for at frigive slaver i områder af syden som fortsat var oprørske. Derfor havde det i starten kun betydning for slaver, som allerede befandt sig bag Unionens linjer. Efterhånden som Unionens hære rykkede sydpå ind i Konføderationen voksede effekten. 
Emancipationserklæringen gav også mulighed for indrullering af frigivne slaver i De Forenede Staters militær. I løbet af krigen meldte næsten 200.000 sorte sig til hæren og de fleste af dem var tidligere slaver. Deres bidrag gav Nordstaterne en yderligere mandskabsstyrke, som var af betydning for at vinde krigen. Konføderationen tillod ikke slaver i deres hær før i de sidste måneder af krigen. 
Selv om de områder af Virginia, som snart skulle danne staten West Virginia, var specifikt undtaget fra proklamationen var det et krav for statens optagelse i Unionen at dens forfatning sørgede for afskaffelse af slaveriet. Slaver i grænsestaterne Maryland og Missouri blev også frigivet gennem lovgivning i de respektive stater inden borgerkrigen sluttede. I begyndelsen af 1865 godkendte Tennessee en tilføjelse til sin forfatning, som forbød slaveri. 
 Slaver i Kentucky og Delaware blev ikke frigivet før den 13. forfatningstilføjelse blev ratificeret.

## Gennemførelse
Proklamationen blev udsendt i to dele. Den første del, som blev udsendt den 22. september 1862 var en foreløbig erklæring, som beskrev hvad der ville stå i den endelige erklæring, som officielt trådte i kraft 100 dage senere den 1. januar 1863, i det 2. år af borgerkrigen. Det var Abraham Lincolns udsagn om at alle slaver i alle områder af Konføderationen, som ikke inden 1. januar 1863 vendte tilbage til Unionen skulle være frie. De 10 omfattede stater blev opremset i den anden del. Slavestaterne i Unionen var ikke omfattet: Maryland, Delaware, Missouri og Kentucky. Ligeledes var Tennessee, som allerede var under kontrol af Unionens hære, heller ikke nævnt. Specifikke undtagelser var angivet for områder, som var under Unionens kontrol pr. 1. januar, nemlig 48 counties der snart blev til West Virginia, syv andre counties i Virginia samt New Orleans og 13 omkringliggende sogne. 

### Øjeblikkelig effekt
Booker T. Washington, som 9 årig dreng huskede dagen i starten af 1865:

| „ | Efterhånden som den store dag nærmede sig var der mere sang i slavernes boliger end ellers. Den var modigere, havde større kraft og varede til længere ind i natten. De fleste af versene i plantagesangene havde referencer til frihed... En mand, som lod til at være en fremmed (en officer fra De Forenede Stater, formoder jeg) holdt en lille tale og oplæste derefter en temmelig lang seddel - Emancipationserklæringen, tænker jeg. Efter oplæsningen fik vi fortalt at vi alle var frie, og kunne gå hvorhen vi havde lyst. Min mor, som stod ved siden af mig, bøjede sig ned og kyssede hendes børn, mens glædestårer løb ned ad hendes kinder. Hun forklarede os hvad det alt sammen betød, at dette var dagen som hun havde bedt for så længe, og frygtet at hun ikke ville leve længe nok til at opleve. | “ |

Frigivelsen foregik uden vold fra slaveejere eller tidligere slaver. Proklamationen var udtryk for et skifte i Nordstaternes krigsmål – genforening var ikke længere det eneste mål. Den var udtryk for et stort skridt mod den endelige afskaffelse af slaveriet i De Forenede Stater og en "frihedens genfødsel". 
Nogle slaver blev frigivet straks efter proklamationen. Det drejede sig om undvegne slaver, som var nået bag Unionens linjer og blev tilbageholdt af Unionshæren som "kontrabande" i særlige lejre. Da erklæringen trådte i kraft fik de at vide, at fra midnat kunne de frit forlade lejrene. Sea Islands ud for Georgias kyst blev tidligere i krigen okkuperet af Flåden. De hvide var flygtet mens de sorte var blevet tilbage. Et tidligt program for genforening blev sat i værk for de tidligere slaver, herunder skoler og uddannelse. Flådeofficerer oplæste proklamationen for dem, og fortalte dem at de var frie. 
I militæret var reaktionen på proklamationen meget forskellig. Nogle enheder var næsten klar til at begå mytteri i protest. Nogle deserteringer blev henført til den. Andre enheder blev inspireret af, at de nu kæmpede for en sag som forædlede deres indsats, således at mindst en enhed valgte mottoet: "For Union og frihed". 
Slaver havde været en del af krigsmaskinen i Konføderationen. De producerede og tilberedte fødevarer, syede uniformer, reparerede jernbaner, arbejdede på gårde og i fabrikker, forsendelsesområder og miner, byggede befæstninger og gjorde tjeneste på hospitaler og som almindelige arbejdere. Nyheden om proklamationen spredtes hurtigt og fik håbet om frihed til at stige, skabte almindelig forvirring og tilskyndede tusinder til at undslippe til Unionens linjer.

### Den politiske effekt
Proklamationen blev omgående fordømt af Copperhead Demokrater som var imod krigen og tolererede både udtræden af Unionen og slaveri. Det blev et valgkamptema ved valget i 1862, hvor Demokraterne vandt 28 pladser i Repræsentanternes Hus foruden guvernørposten i New York. Mange Demokrater, som havde støttet Lincolns mål om at genskabe Unionen afviste at støtte emancipation. 
Lincolns Gettysburg tale i november 1863 indeholdt indirekte referencer til proklamationen og afslutningen på slaveriet som et krigsmål med sætningen "frihedens genfødsel". Proklamationen styrkede Lincolns opbakning bag den hurtigt voksende abolitionistiske del af Det Republikanske parti og sikrede, at de ikke ville blokere for hans genvalg i 1864.

### International effekt
Som Lincoln havde håbet vendte den offentlige mening i udlandet sig til fordel for Unionen med dens nye forpligtelse til at afskaffe slaveriet. Dette skifte bragte en ende på Konføderationens håb om at opnå officiel anerkendelse især fra Storbritannien. Hvis Storbritannien eller Frankrig – som begge havde afskaffet slaveriet – skulle støtte Konføderationen ville de dermed støtte slaveriet. 
Indtil Lincolns dekret havde Storbritanniens handlinger været til fordel for Konføderationen, især ved bygning af krigsskibe såsom CSS Alabama og CSS Florida. Som Henry Adams bemærkede: "Emancipationserklæringen har gjort mere for os end alle vore tidligere sejre og alt vort diplomati". Giuseppe Garibaldi hyldede Lincoln som "Arvtageren efter John Brown". Alan Van Dyke, en repræsentant for arbejderne i Manchester i England skrev til Lincoln: "Vi ærer Dem glædeligt for de mange skridt de har taget for i praksis at eksemplificere Deres tro på vore store grundæggeres ord: 'Alle mænd er skabt frie og lige.'" Emancipationserklæringen hjalp til at mindske spændingerne med Europa over Nordens beslutning om at besejre Syden koste hvad det ville. Trent affæren især havde skabt alvorlige spændinger med Storbritannien.

## Efter krigen
Da krigen var ved at være afsluttet var abolitionisterne bekymrede over om Emancipationserklæringen ville blive set alene som en krigshandling, der ikke længere kunne anvendes når krigen var slut. De var også i stigende grad ivrige efter at sikre alle slavers frigivelse og ikke kun de som var omfattet af Emancipationserklæringen. Under dette pres satsede Lincoln en stor del af sin valgkampagne på en forfatningstilføjelse, der skulle afskaffe slaveriet overalt i De Forenede Stater. Lincolns kampagne blev understøttet af lokale afstemninger i både Maryland og Missouri om at afskaffe slaveriet i disse stater. Marylands nye forfatning, som afskaffede slaveriet, blev indført i november 1864. Slaveriet i Missouri blev afsluttet ved et dekret fra guvernøren, Thomas C. Fletcher den 11. januar 1865.
Efter at have vundet genvalg pressede Lincoln den afgående 38. kongres til at vedtage den foreslåede forfatningstilføjelse med det samme, frem for at vente på at den nye kongres skulle samles. I januar 1865 sendte Kongressen en tilføjelse til ratificering i staternes lovgivende forsamlinger. Det blev den 13. tilføjelse som forbød slaveri i alle stater og territorier. Tilstrækkeligt mange stater havde ratificeret tilføjelsen den 6. december 1865. Der var omkring 40.000 slaver i Kentucky og 1.000 i Delaware, som hermed blev frie.
I årene efter Lincolns død blev hans indsats med proklamationen rost. Årsdagen for proklamationen blev fejret som en sort helligdag i mere end 50 år. Mærkedagen Juneteenth blev skabt i nogle stater for at mindes den. I 1913, 50 års jubilæet for Proklamationen, var der særligt store festligheder. Efterhånden som tiden gik og den amerikanske virkelighed fortsatte med at være dybt unfair overfor sorte bredte kynismen sig over Lincoln og Emancipationserklæringen.   
Nogle sorte intellektuelle fra det 20. århundrede som W.E.B. Du Bois, James Baldwin og Julius Lester beskrev proklamationen som grundlæggende værdiløs. Måske det stærkeste angreb kom i Lerone Bennett's Forced into Glory: Abraham Lincoln's White Dream (2000), som hævdede, at Lincoln troede på de hvides overherredømme og udstedte Emancipationserklæringen i stedet for de ægte racereformer som abolitionisterne pressede på for. 
I sin Lincoln's Emancipation Proclamation, noterede Allen C. Guelzo sig de professionelle historikeres manglende respekt for substansen i dokumentet, idet det kun har været genstand for få dybtgående studier. Han argumenterede for, at Lincoln var Amerikas "sidste oplysnings politiker"  og som sådan havde viet sig til at fjerne slaveriet indenfor lovens rammer. 
Andre historikere har givet Lincoln mere ros for, hvad han opnåede i lyset af de spændinger, der var i hans kabinet og et samfund i krig, for at han selv voksede i politisk og moralsk statur, og for det løfte han gav til slaverne. Mere kunne være blevet nået, hvis ikke han var blevet myrdet. Som Eric Foner skrev:
Lincoln var ikke en abolitionist eller Radikal Republikaner, en pointe Bennett gentager adskillige gange. Han var ikke tilhænger af en øjeblikkelig afskaffelse af slaveriet inden krigen og havde racistiske opfattelser, som var typiske for hans tid. Men han var også en mand med dybe overbevisninger vedrørende slaveri, og under borgerkrigen viste han en bemærkelsesværdig evne til at vokse moralsk og politisk. 
Emancipationsproklamationen blev fremvist på William J. Clinton Presidential Center and Park i Little Rock, Arkansas, fra 22.-25. september 2007, som en del af Little Rock Central High School's 50. års jubilæum for integration.

## Teksten i den foreløbige Emancipationserklæring
Se Wikisource

## Eksterne kilder
- Undervisningsplan om Emancipationserklæringen fra EDSITEment NEH Arkiveret 22. november 2010 hos  Wayback Machine
- Undervisningsmateriale om slaveri og slaveriets afskaffelse på blackhistory4schools.com Arkiveret 5. december 2012 hos  Wayback Machine
- Text and images of the Emancipationserklringen fra National Archives Arkiveret 9. juli 2008 hos  Wayback Machine
- Emancipationserklæringen tilhørende kilder i Library of Congress Arkiveret 18. juli 2008 hos  Wayback Machine
- Forskningsartikel om retorik og Emancipationserklæringen Arkiveret 28. september 2007 hos  Wayback Machine
- Mr. Lincoln and Freedom: Emancipation Proclamation Arkiveret 23. juni 2008 hos  Wayback Machine
- First Edition Emancipationserklæringen Arkiveret 7. august 2008 hos  Wayback Machine i 1862 Harper's Weekly
- Kronologi over Emancipationen under Borgerkrigen Arkiveret 11. oktober 2007 hos  Wayback Machine
- "Lincolns Emancipationserklæring" Arkiveret 14. januar 2003 hos  Wayback Machine
- Preliminary Emancipation Arkiveret 18. april 2012 hos  Wayback Machine – original manuskriptet digitaliseret